# Espeletiopsis funckii
Espeletiopsis funckii là một loài thực vật có hoa trong họ Cúc. Loài này được (Sch.Bip. ex Wedd.) Cuatrec. mô tả khoa học đầu tiên năm 1976.